# Slupenec
Slupenec je část města Český Krumlov v okrese Český Krumlov. Nachází se na jihu Českého Krumlova. Je zde evidováno 33 adres. 
Slupenec je také název katastrálního území o rozloze 3,6 km².

## Historie
První písemná zmínka o vesnici pochází z roku 1347.